# エスタディオ・デ・アトーチャ
エスタディオ・ムニシパル・デ・アトーチャ（スペイン語: Estadio Municipal de Atocha）またはアトーチャコ・フトボル・セライア（バスク語: Atotxako futbol zelaia）は、かつてスペインに存在したサッカー専用スタジアム。バスク州ギプスコア県サン・セバスティアンのエグイア地区に所在し、リーガ・エスパニョーラのレアル・ソシエダがホームスタジアムとして使用した。
隣接する旧市街・アンティグオ地区にあった、初代本拠地オンダレタ(約17,000人収容/使用期間1909-1913年から数えて、レアル・ソシエダの2代目ホームスタジアム。開場以前にはグラウンド周囲にレース用トラックが存在していた。約80年近く使用されたあと、ソシエダは現ホームのエスタディオ・デ・アノエタへ移転した。

## 歴史
1913年竣工。こけら落としはアスレティック・ビルバオとのバスク・ダービーで、3-3の引き分け。観衆は公式収容人数を300人上回る27,000人であった。興味深いトピックスとして、このアトーチャで最初の得点者となったのは旧エスタディオ・サン・マメスにおける最初の得点者にしてアスレティック・ビルバオの伝説的名選手、「ピチーチ」ことラファエル・モレノ・アランサディである。
1923年、スペイン代表とフランス代表の親善試合が行われスペインが3-0で勝利した。
リーガ・エスパニョーラ1981-82最終戦では、レアル・ソシエダがアトーチャでアスレティック・ビルバオとのダービーに勝利し、リーグ連覇を決めた。また1982年の第一回スーペル・コパ・デ・エスパーニャ第2戦はアトーチャで行われ、ソシエダがレアル・マドリードに4-0で勝利し合計4-1で優勝した。
アトーチャにおける公式戦最後の得点者はレアル・ソシエダのオセアノ・アンドラーデ・ダ・クルスが決めた。その試合は1993年6月13日のリーグ戦で、CDテネリフェに3-1で勝利した。9日後の6月22日に閉場記念試合としてレアル・ソシエダ対バスク代表の試合が行われた。
1993-94シーズンから、レアル・ソシエダは新本拠地エスタディオ・デ・アノエタでホームゲームを戦っている。閉場したアトーチャはその後数年間は閉場前の状態を保っており、ラグビーのチームの練習に活用されたりした後、1999年に解体された。跡地には基礎自治体によって公共保養住宅・大規模オフィス区画が建設され、果物市場は裁判所に取って代わられた。